# J.C
『J.C』（ジェーシー）は、日本のラジオドラマ作品。シナリオバンク、プレイワークス（主宰：岩井俊二）によるプレイワークスプロジェクトラジオドラマ第1弾。

## 概要
JFN系『円都通信 -YEN TOWN REPORT-』にて、2004年4月15日から2004年5月6日（メイキング放送含む）まで、全2話放送。2006年1月11日にはavex traxより1万枚限定でCD（CCCD仕様）が発売された。 
なお、これが藤本康生（ふじもとやすお）脚本・監督デビュー作となる。
イラストレーターでもある藤本康生は、プレイワークスの主催者である映像作家・岩井俊二の作品（「打ち上げ花火、下から見るか? 横から見るか?」「スワロウテイル」）でイラストの仕事を請け負ったことがあったが、それを伏せ、木村みるくというペンネームで応募した。

## スタッフ
- 脚本: 藤本康生（ふじもとやすお）
- 監督: 藤本康生

## キャスト
- 天明光太郎: 青木康（あおきこう）
- 佐藤文子: 森下千里
- 工藤時紀夫: 山内慶太郎（うまうちけいたろう）
- 児山慶人: 児山善仁（こやまよしひと）
- 黒沢大輔: 小池雄介
- ミコ: 藤井千夏

## ストーリー
天明光太郎、29歳。工藤時紀夫、33歳。児山慶人、29歳。
高速道路のサービスエリアにたむろする30がらみの男たち。
フリーターであったり、無職だったり。彼らにとっての人生のJ.C.（分岐点）とは？
一見して失うものなどなく、お気楽に見える彼らだが――。